# Тарховы
Тарховы — древний дворянский род.
Фамилии Тарховых, многие в древние времена служили Российскому Престолу дворянские службы в разных чинах и жалованы были от Государей поместьями. Потомки сего рода Иван и Осип Тарховы, по грамоте Великих Государей Царей и Великих Князей Ивана Алексеевича и Петра Алексеевича, вёрстаны поместным окладом и велено служить им по городу Нижнеломову с дворянами и детьми боярскими (1675).

## Описание герба
В щите имеющем голубое поле диагонально к правому верхнему углу означена полоса, составленная из серебряных и красного цвета шахмат. Над полосой видна выходящая из облака рука в серебряных латах, держащая ланец. Ниже полосы изображена золотая восьмиугольная звезда и под ней того же цвета металла луна рогами вверх (польский герб Лелива).
Щит увенчан дворянский шлемом с дворянской на нём короной, на поверхности которой виден лев с пальмовой ветвью, обращённый в правую сторону. Намёт на щите красный, подложенный золотом. Герб внесён в Общий гербовник дворянских родов Российской империи, часть 6, 1-е отд., стр. 29.

## Известные представители
- Тархов Игнатий Фёдорович — вологодский городовой дворянин (1629).
- Тархов Абрам Афанасьевич — стряпчий (1680).
- Тархов Леонтий Абрамович — стольник царицы Прасковьи Фёдоровны (1692).
- Тархов Михаил Афанасьевич — стряпчий (1692)[2].
- Тархова Ирина Анатольевна — дворянка. представитель рода Тарховых в городе Омске.
- Иван Тархов по указу Великих Государей находился головою на Литовской черте (1696).

## Пензенско-Нижегородская ветвь Тарховых
Родоначальник: Алексей Тархов, подшкипер (1746) морского корабельного флота, при отставке пожалован поручиком (1747). Его сын — Петр Алексеевич (г/р около 1742), поступил в военную службу (1757), принимал участие в сражении российских войск с прусской армией при Гросс-Егерсдорфе, поручик артиллерии (1765), от службы отставлен с награждением чином артиллерии капитана (1766). Служил в Шешкевском уездном суде заседателем (1785). Женат на Федосье Матвеевне и у них было 5 детей: Фёдор Петрович (р. 1771), Николай Петрович (1778), Татьяна Петровна (р. 1777 замужем за гвардии прапорщиком Жмакиным), Анна Петровна (1784) и Мария Петровна (1780).
Пензенское Дворянское Депутатское Собрание принимает решение (1794) о признании «древнего благородного дворянского достоинства» потомков Алексея Тархова — умершего уже капитана артиллерии П. А. Тархова вдову — Ф. М. Тархову с детьми: флота лейтенанта Ф. П. Тархова, кадета Морского Корпуса Н. П. Тархова и дочерей: Татьяну, Марию и Анну Тарховых..
У Фёдора Петровича и его жены Натальи Афанасьевны было семеро детей: Алексей Фёдорович (р. 1808), в 1832 бывшим краснослободским уездным землемером (недоступная ссылка)), Александр Фёдорович (р. 1815), Пётр Фёдорович (р. 1818), Дмитрий Фёдорович (р. 1828), Варвара Фёдоровна, (род. 1809), Анна Фёдоровна (р. 1810) и Екатерина Фёдоровна (р. 1813).
Временное Присутствие Герольдии Правительствующего Сената Указом № 3731 (от 10 января 1842) заключило, что оно не может сделать решительного постановления о правах на дворянство артиллерии капитана Петра Алексеевича так как отец его, Алексей Тархов получил чин поручика при отставке своей, а не на действительной службе, а доказательств, что его сыновья: Фёдор и Петр родились после получения их отцом первого обер-офицерского чина, не было предоставлено.
Правнук Алексея и внук Петра Алексеевича: Дмитрий Фёдорович пишет на имя Императора Николая I прошение (январь 1847) о признании его в дворянском достоинстве на следующем основании: его отец Фёдор Петрович, находясь на службе в российском военном флоте, получил чин лейтенанта (1791), уволен от военной службы с награждением чином капитан-лейтенанта флота (1795), поступил на гражданскую службу с чином 8 класса (то есть коллежского асессора) (1817). Д. Ф. Тархов Указом Сената № 6986 (от 11 октября 1851) был признан в потомственном дворянской достоинстве с внесением в третью часть дворянской родословной книги Пензенской губернии.
Старший брат Д. Ф. Тархова: Александр Фёдорович служил (1835-1845) уездным землемером Мокшанского уезда (недоступная ссылка) и выходит в отставку по болезни в чине коллежского секретаря (1845). Женат на Федосье Александровне Реновой. Правительствующий Сенат (26 июня 1855) принимает решение о признании в дворянском достоинстве А. Ф. Тархова и его сыновей, Александра (род. 20 ноября 1843) и Фёдора (род. 12 марта 1845),"…род Тарховых, как приобретший дворянство обер-офицерскими чинами на военной службе (должен быть) перенесён из Третьей во Вторую часть Дворянской родословной книги, о чём Нижегородскому Дворянскому Депутатскому Собранию дать знать Указом…".
Остальные дети А. Ф. и Ф. А. Тарховых: Мария Александровна, вышедшая замуж за штабс-капитана и Мирового судью в Ардатовском уезде В. Н. Шверина, Николай Александрович(род. 17 апреля 1852), полковник (с 30. 08. 1893), начальник Оренбургского отдела Казанского окружного артиллерийского склада (1886-1893), заведующий Оренбургским Отделом Подвижных Артиллерийских Парков (1893-1897), командир 72-й парковой артиллерийской бригады (с 03.06. 1904). Награждён орденом Святого Владимира 4 степени (1887) и 3 ст. (1896). Юрий Александрович (1853 −1922), народоволец, осуждён (1879) к 10 годам каторжных работ (по процессу Л. Мирского, стрелявшего в шефа жандармов А. Р. Дрентельна).